# Grand Rapids Gold
O Grand Rapids Gold é um time norte-americano de basquete profissional da G-League que é um afiliado do Denver Nuggets na National Basketball Association (NBA).
A franquia começou como Anaheim Arsenal em 2006, antes de se mudar para Springfield, Massachusetts, em 2009, tornando-se o Springfield Armor. Após cinco temporadas em Springfield, a franquia mudou-se para Grand Rapids em 2014 e posteriormente foi renomeada para Grand Rapids Drive, antes de mudar seu nome novamente para Gold em 2021. Eles jogam seus jogos em casa na Van Andel Arena em Grand Rapids, Michigan.

## História

### 2006–2009: Anaheim Arsenal
A franquia começou em 2006 como Anaheim Arsenal como uma equipe de expansão na D-League. Com sede em Anaheim, Califórnia, e jogando no Anaheim Convention Center, o Arsenal era um afiliado do Atlanta Hawks, Los Angeles Clippers, Orlando Magic e Portland Trail Blazers. No entanto, a era do Arsenal foi marcada principalmente pela mediocidade, nunca tendo uma temporada vencedora ou uma vaga nos playoffs. Em 31 de março de 2009, o Arsenal anunciou que se mudaria para Springfield, Massachusetts.

### 2009–2014: Springfield Armor
Em 29 de julho de 2009, foi anunciado que Dee Brown se tornaria o treinador principal. Em 2 de setembro, o Armour selecionou o pivô Marcus Campbell como a primeira escolha geral no Draft de Expansão da D-League em 2009. A equipe terminou sua temporada inaugural de 2009-10 com um recorde de 7-43, o pior recorde da história da D-League. Eles também se tornaram o primeiro (e até agora único) time a perder todos os jogos fora de casa.
Na temporada de 2010-11, o Armour teve um recorde de 13-37, sendo sexto de sete equipe na Conferência Leste. Após a temporada, o técnico Dee Brown optou por deixar a equipe para se juntar ao Detroit Pistons. Brown foi substituído logo depois por Bob MacKinnon Jr. Durante a temporada de 2010-11, a equipe foi afiliada do New Jersey Nets, New York Knicks e Philadelphia 76ers.
Para a temporada de 2011-12, o Armor firmou uma única parceria de afiliação com o Brooklyn Nets, dando aos Nets controle total sobre as operações de basquete e tornando-os o único afiliado da equipe. Os Nets se tornaram o segundo time da NBA a ter uma afiliação exclusiva com um time da D-League, juntando-se ao Houston Rockets e ao Rio Grande Valley Vipers.

### 2014–2021: Grand Rapids Drive
Em 15 de abril de 2014, foi anunciado que o SSJ Group comprou o Springfield Armor e transferiria a equipe para Grand Rapids, Michigan, na temporada de 2014-15. A franquia Grand Rapids seria de propriedade local e estabeleceu uma afiliação "híbrida" com o Detroit Pistons. A afiliação entre os Pistons e o Drive foi a terceira entre as duas cidades, pois o Detroit Red Wings da National Hockey League e o Grand Rapids Griffins da American Hockey League e o Detroit Tigers da American League e o West Michigan Whitecaps da Midwest League também são afiliados.
A equipe lançou um concurso de nome da equipe logo após o anúncio formal. O concurso produziu quatro finalistas: Drive, Chairmen, Horsepower e Blue Racers. A comunidade foi incentivada a votar online para determinar qual dos quatro nomes se tornaria o nome oficial da equipe. Desses nomes, o Grand Rapids Drive foi selecionado.
Em 29 de julho de 2020, os Pistons anunciaram que a organização havia comprado oficialmente o Northern Arizona Suns do Phoenix Suns e estava realocando a franquia para Detroit para a temporada de 2021-22. Também foi anunciado que a afiliação entre os Pistons e o Drive terminaria após a temporada de 2020-21. O Drive seria uma das várias equipes da G-League a optar por não participar da temporada encurtada em Orlando. Em 8 de janeiro de 2021, o Drive afirmou que estava negociando com um novo afiliado e poderia incluir um novo nome e logotipo.

### 2021–Presente: Grand Rapids Gold
Em 27 de abril de 2021, o Drive anunciou um novo acordo de afiliação com o Denver Nuggets. Como parte da nova afiliação, o Drive foi rebatizado como Grand Rapids Gold, com nome, logotipo e esquema de cores anunciados em 7 de julho. Em 19 de agosto, o Gold nomeou Jason Terry como seu novo treinador.
Com o DeltaPlex Arena pronto para fechar antes do início da temporada de 2022-23, o Gold anunciou em 2 de junho de 2022 que havia assinado um contrato de cinco anos com o Van Andel Arena para servir como sua nova casa.

## Temporadas
| Temporadas                   | Divisão                      | Temporada regular            | Temporada regular       | Temporada regular       | Temporada regular       | Pós-Temporada                       |
| Temporadas                   | Divisão                      | Classificação                | V                       | D                       | %                       | Pós-Temporada                       |
| Anaheim Arsenal              | Anaheim Arsenal              | Anaheim Arsenal              | Anaheim Arsenal         | Anaheim Arsenal         | Anaheim Arsenal         | Anaheim Arsenal                     |
| ---------------------------- | ---------------------------- | ---------------------------- | ----------------------- | ----------------------- | ----------------------- | ----------------------------------- |
| 2006–07                      | Ocidental                    | 4º                           | 23                      | 27                      | .460                    |                                     |
| 2007–08                      | Ocidental                    | 4º                           | 23                      | 27                      | .460                    |                                     |
| 2008–09                      | Ocidental                    | 6º                           | 15                      | 35                      | .300                    |                                     |
| Springfield Armor            |                              |                              |                         |                         |                         |                                     |
| 2009–10                      | Oriental                     | 7º                           | 7                       | 43                      | .140                    |                                     |
| 2010–11                      | Oriental                     | 6º                           | 13                      | 37                      | .260                    |                                     |
| 2011–12                      | Oriental                     | 1º                           | 29                      | 21                      | .580                    | Perdeu na primeira rodada           |
| 2012–13                      | Oriental                     | 5º                           | 18                      | 32                      | .360                    |                                     |
| 2013–14                      | Oriental                     | 3º                           | 22                      | 28                      | .440                    |                                     |
| Grande Rapids Drive          |                              |                              |                         |                         |                         |                                     |
| 2014–15                      | Central                      | 4º                           | 23                      | 27                      | .460                    |                                     |
| 2015–16                      | Central                      | 4º                           | 21                      | 29                      | .420                    |                                     |
| 2016–17                      | Central                      | 4º                           | 26                      | 24                      | .520                    |                                     |
| 2017–18                      | Central                      | 2º                           | 29                      | 21                      | .580                    | Perdeu na primeira rodada           |
| 2018–19                      | Central                      | 1º                           | 28                      | 22                      | .560                    | Perdeu na primeira rodada           |
| 2019–20                      | Central                      | 3º                           | 25                      | 18                      | .581                    | Pós-temporada cancela pela Covid-19 |
| 2020–21                      | Desativado da temporada      | Desativado da temporada      | Desativado da temporada | Desativado da temporada | Desativado da temporada | Desativado da temporada             |
| Grand Rapids Gold            |                              |                              |                         |                         |                         |                                     |
| 2021–22                      | –                            | 2º                           | 17                      | 15                      | .531                    |                                     |
| Recorde da temporada regular | Recorde da temporada regular | Recorde da temporada regular | 319                     | 406                     | .446                    | 2006–Presente                       |
| Recorde dos playoffs         | Recorde dos playoffs         | Recorde dos playoffs         | 1                       | 4                       | .200                    | 2006–Presente                       |

## Treinadores
| #  | Treinadores       | Temporadas    | Temporada regular | Temporada regular | Temporada regular | Temporada regular | Playoffs | Playoffs | Playoffs | Playoffs | Conquistas |
| #  | Treinadores       | Temporadas    | J                 | V                 | D                 | %                 | J        | V        | D        | %        | Conquistas |
| -- | ----------------- | ------------- | ----------------- | ----------------- | ----------------- | ----------------- | -------- | -------- | -------- | -------- | ---------- |
| 1  | Reggie Geary      | 2006–2008     | 100               | 46                | 54                | .460              | —        | —        | —        | —        |            |
| 2  | Sam Vincent       | 2008–2009     | 50                | 15                | 35                | .300              | —        | —        | —        | —        |            |
| 3  | Dee Brown         | 2009–2011     | 100               | 20                | 80                | .200              | —        | —        | —        | —        |            |
| 4  | Bob MacKinnon Jr. | 2011–2013     | 100               | 47                | 53                | .470              | 3        | 1        | 2        | .333     |            |
| 5  | Doug Overton      | 2013–2014     | 50                | 22                | 28                | .440              | —        | —        | —        | —        |            |
| 6  | Otis Smith        | 2014–2016     | 100               | 44                | 56                | .440              | —        | —        | —        | —        |            |
| 7  | Rex Walters       | 2016–2017     | 50                | 26                | 24                | .520              | —        | —        | —        | —        |            |
| 8  | Robert Werdann    | 2017          | 12                | 4                 | 8                 | .333              | —        | —        | —        | —        |            |
| 9  | Ryan Krueger      | 2017–2019     | 88                | 53                | 35                | .602              | 2        | 0        | 2        | .000     |            |
| 10 | Donnie Tyndall    | 2019–2020     | 43                | 25                | 18                | .581              | —        | —        | —        | —        |            |
| 11 | Jason Terry       | 2021–Presente | 32                | 17                | 15                | .531              | —        | —        | —        |          |            |